# Korthalsella disticha
Korthalsella disticha är en sandelträdsväxtart som först beskrevs av Stephan Ladislaus Endlicher, och fick sitt nu gällande namn av Adolf Engler. Korthalsella disticha ingår i släktet Korthalsella och familjen sandelträdsväxter. Inga underarter finns listade i Catalogue of Life.